# Microsoft PowerPoint
Microsoft PowerPoint é um programa para apresentações gráficas produzido pela Microsoft. Foi originalmente escrito para o sistema operacional Windows e portado para a plataforma Mac OS X. A versão para Windows também funciona no Linux através da camada de compatibilidade Wine. Há ainda uma versão mobile para smartphones que rodam o sistema Windows Phone.
O PowerPoint é usado em apresentações, cujo objetivo é informar sobre um determinado tema, podendo usar: imagens, sons, textos e vídeos que podem ser animados de diferentes maneiras. O PowerPoint tem suporte a objetos OLE e inclui uma ferramenta especial de formatação de texto (WordArt), modelos de apresentação pré-definidos, galeria de objetos gráficos e uma gama de efeitos de animação e composição de slides.
O formato nativo do PowerPoint é o PPT, para arquivos de apresentações, e o PPS, para apresentações diretas. A partir da versão 2007 do programa, a Microsoft introduziu o formato .PPTX. Para executar o Powerpoint em máquinas que não o tenham instalado, é necessário usar o software PowerPoint Viewer, uma vez que o PowerPoint não tem suporte nativo para outros formatos como o SWF, o PDF e mesmo o OpenDocument Format. Os arquivos do PowerPoint em geral são lidos sem problemas por outros softwares similares como o Impress.